# Louis Constantin
Louis Constantin est un compositeur français né à Paris vers  1585 environ et mort dans cette ville en octobre 1657.

## Biographie
Louis Constantin fut membre des Vingt-Quatre Violons du Roi sous Louis XIII. Il fut élu « roi des violons » en 1624, en succession de François Richomme, et devient membre de la confrérie parisienne Saint-Julien des Joueurs d'instruments. Il nous laisse une seule œuvre musicale, La Pacifique pour six instruments. En 1655 il passe sa position des Vingt-quatre Violons à son neveu Antoine Desnoyers, son fils Jean Constantin était déjà avant 1655 membre de l'ensemble. La cérémonie de l'enterrement de Louis Constantin eut lieu à l'Église Saint-Sulpice de Paris le 25 octobre 1657,.